# Nim (plaats)
Nim is een plaats in de Deense regio Midden-Jutland, gemeente Horsens, en telt 634 inwoners (2008).